# 田岡誠
田岡 誠（たおか まこと、1975年 - ）は、日本の医学者・医師。専門は、心臓血管外科。学位は、博士（医学）。日本大学医学部外科学系心臓血管外科学分野助教・診療准教授、日本大学病院心臓血管外科科長職務代行。

## 略歴
- 2000年3月 - 土佐高等学校卒業[2]
- 2001年3月 - 日本大学医学部卒業[3]
- 2001年4月 - 日本大学医学部第二外科学教室入局[3]、日本大学医学部附属板橋病院外科2部門
- 2003年 - 日本大学病院医学部外科学講座、日本大学医学部附属病院心臓外科[3]
- 2005年 - 東京臨海病院心臓血管外科[3]
- 2007年3月 - 日本大学より博士（医学）取得[4]
- 2007年 - 岡谷塩嶺病院心臓血管外科[3]
- 2009年 - 綾瀬循環器病院心臓血管外科[3]
- 2017年 - 日本大学医学部外科学系心臓血管外科学分野助教[3]、日本大学医学部附属板橋病院心臓外科
- 2021年 - 日本大学医学部外科学系心臓血管外科学分野助教・診療准教授[3]、日本大学医学部附属板橋病院心臓血管外科
- 2022年4月 - 日本大学医学部外科学系心臓血管学分野助教・診療准教授[3]、日本大学病院心臓血管外科科長職務代行[1]